# Fernando Acuña (músico)
Fernando Acuña Faxardo (Elche, década de 1690 - Játiva, 11 de julio de 1745) fue un organista, compositor y maestro de capilla español.

## Vida
Estudió para sacerdote en Orihuela.
En 1735 consiguió el cargo de organista de la Colegiata de Játiva, donde permaneció hasta 1748, cuando consiguió el cargo de arpista y organista en la Colegiata de Alicante. En Játiva fue muy activo y compuso numerosas obras.

### Maestría en Albarracín
En 1752 las muchas ausencias de José Moreno y Polo obligaron a la Catedral de Albarracín a declarar vacante la capilla. En julio de 1752 se realizaron las oposiciones a las que acudieron Joseph Soriano y Acuña, al que denominan «tonsurado de la ciudad de Murcia». Acuña tomó posesión del cargo el 18 de julio.
Los problemas comenzaron a los pocos meses, con el Cabildo reclamando que Acuña fijase su residencia en Albarracín:

[...] que se envíen letras a mosén Fernando Acuña, Mtro. de Capilla para que o venga a residir o renuncie el beneficio, y si no, que se pasará a vacar como lo estila esta iglesia.
3 de noviembre 1752

En 1753 finalmente se declaró vacante el magisterio:

Se otorgó poder a Pedro Martínez, escolán, para que pueda comparecer en curia para declarar vacante el beneficio de Mtro. de Capilla y presentar en él a Joseph Soriano nombrado por el Cabildo.
1 de marzo de 1753

Finalmente, el maestro Acuña quedó en Játiva donde falleció en 1754.

## Obra
También compuso música religiosa, como villancicos y otras obras litúrgicas. En la Colegiata de Játiva se conservan obras a 5, 6, 7, 8 y 10 voces: Calenda, Rosario, Lauda Sión, Gozos a Nuestra Señora de la Seo, Regina caeli, Motete a la Virgen, ¡Oh, admirable!, Dixit, Beatus vir, Lauda Jerusalem, Magnificat, lactus sumi Domine ad adjavandum, algunas con acompañamiento. También se conservan diversas misas y villancicos de Navidad en castellano, de las que destaca Dominus dixit, y diversos oratorios que escribió en colaboración con su hermano Juan.
En Albarracín se conserva una obra, Lauda Jerusalem, a cinco voces con acompañamiento fechado en 1752.
En 2019, Nieves Pascual, catedrática de Musicología del Conservatorio Superior de Música de Valencia atribuyó la ópera La Dorinda a Fernando Acuña. Hasta ese momento, el libreto conservado en la Biblioteca Nacional de España se había considerado obra del italiano Francesco Corradini. Se trata de un «melodrama pastoral» estrenada el 19 de noviembre de 1730 con ocasión de la boda de Dorotea Reggio y Félix de Sentmenat-Oms. Se considera la primera ópera representada en Valencia.